# Tegnérlunden

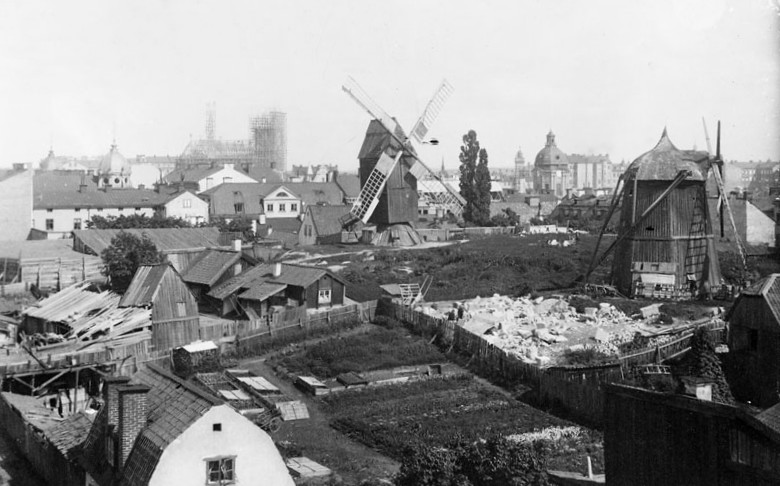
Kvarnarna i slutet av 1880-talet.

Tegnérlunden är en park i Stockholms innerstad, på gränsen mellan stadsdelarna Norrmalm och Vasastaden. Parken passeras av Tegnérgatan som utgör gränsen mellan Norrmalm (i söder) och Vasastaden (i norr). Längs parkens västra sida går Upplandsgatan.
Vid Tegnérlunden återfinns bland annat Enskilda gymnasiet vid Tegnérlunden 5 och Swedenborgs Minneskyrka vid Tegnérlunden 7.
I nordöstra hörnet av parken finnes ett befolkningsskyddsrum.

## Historik

### Namnet
Tegnérlunden var till slutet av 1800-talet ett av Stockholms många kvarnberg. Här stod de två barnhuskvarnarna, den äldre byggd 1693 som malde sädesslag, den yngre för hampa byggd 1724. Tidigare hette gatan som leder förbi Tegnérlunden Trebackarlånggatan. Sitt nuvarande namn fick parken vid 1885 års namnrevision (tillsammans med Tegnérgatan). Då blev namnet Tegnérslunden (med "s") efter skalden och biskopen Esaias Tegnér (1782–1846), som dock inte hade någon anknytning till platsen. På namnberedningens förslag ändrades namnet 1932 slutligen till Tegnérlunden (alltså utan "s").

### Parken

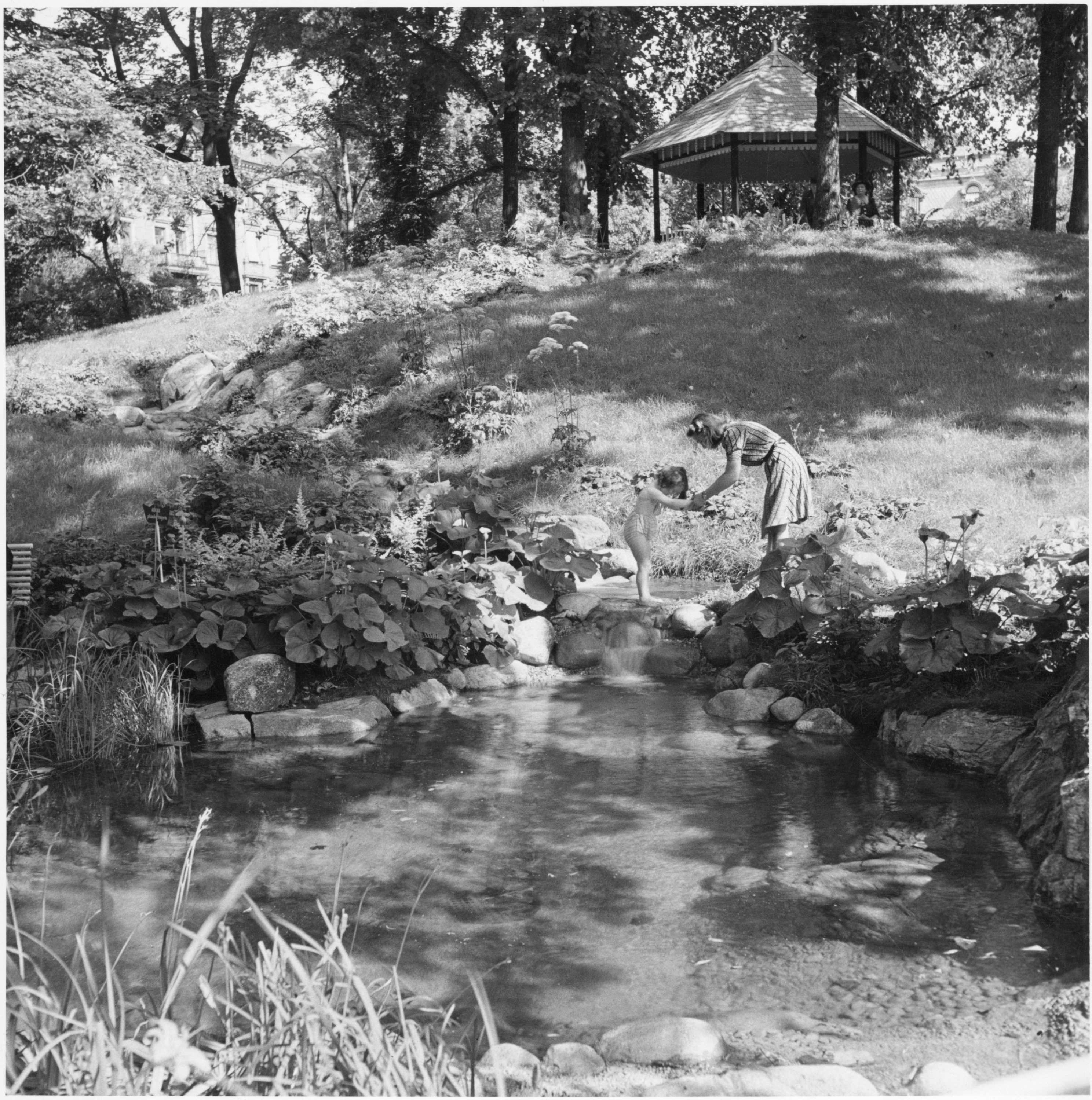
Tegnérlunden 1947 med ny brunnspaviljong och konstgjord bäck.

Parken skapades ursprungligen på 1890-talet, när väderkvarnarna hade rivits. Då var den minst av alla stockholmsparker. Där fanns blomsterrabatter och gräsmattor som ej fick beträdas. I början av 1940-talet omdanades Tegnérlunden genomgripande genom stadsträdgårdsmästare Holger Bloms förslag tillsammans med Erik Glemme. Då byggdes bland annat brunnspaviljongen på kullens topp. En konstgjord bäck rinner utför sluttningen, stannar upp vid små vattenspeglar och en liten stenvalvsbro och mynnar slutligen i en oregelbundet formad plaskdamm.

## Skulpturer
| August Strindberg 1942. |  | Astrid Lindgren 1996. |
| August Strindberg 1942. |  | Astrid Lindgren 1996. |

I Tegnérlundens östra del finns Carl Eldhs stora staty av August Strindberg som färdigställdes till Strindbergs sista födelsedag 1912. År 1916 var fullskalemodellen färdig och 1942 uppsattes denna bronsskulptur i parken. På sockelns sidor finns scener ur Strindbergs litterära verk.
I parkens nordvästra del finns sedan 1996 en liten bronsskulptur av Majalisa Alexandersson föreställande Astrid Lindgren som omfamnar ett barn. På skulpturen finns personer och citat ur hennes böcker. Flera av Astrid Lindgrens böcker har anknytning till Tegnérlunden. Exempelvis utspelar sig början av Mio, min Mio här. Det är här pojken Bo Vilhelm Olsson möter anden som tar honom till Landet i fjärran.

## Lekplats och plaskdamm
I Tegnérlundens västra del finns en liten inhägnad lekplats med gungor och en sandlåda. Intill ligger en 169 kvadratmeter stor plaskdamm avsedd för barnlek; dammen fylls sommartid med vatten, som kloreras och renas i ett reningsverk.